# Copa Navidad
La Copa Navidad es una competición entre clubes de fútbol de Tuvalu. El campeonato es organizado en diciembre como parte de los festejos por la Navidad.

## Palmarés
| Año  | Campeón                                                 | Subcampeón                                              | Marcador                                                |
| ---- | ------------------------------------------------------- | ------------------------------------------------------- | ------------------------------------------------------- |
| 2010 | FC Tofaga                                               | Lakena United                                           | 1–0                                                     |
| 2011 | Lakena United                                           | Nauti FC                                                | 3–2                                                     |
| 2012 | FC Manu Laeva                                           | FC Tofaga                                               | 1–0                                                     |
| 2013 | FC Manu Laeva                                           | FC Tofaga                                               | 2–1                                                     |
| 2014 | No disputado debido a la renovación del campo de fútbol | No disputado debido a la renovación del campo de fútbol | No disputado debido a la renovación del campo de fútbol |
| 2015 | FC Manu Laeva                                           |                                                         |                                                         |
| 2016 | Tamanuku                                                |                                                         |                                                         |
| 2017 | FC Manu Laeva                                           |                                                         |                                                         |
| 2018 | Nauti FC                                                |                                                         |                                                         |
| 2019 | FC Tofaga                                               |                                                         |                                                         |
| 2020 | Nauti FC                                                |                                                         |                                                         |
| 2021 | Nauti FC                                                |                                                         | FC Manu Laeva                                           |

## Títulos por equipo
| Club          | Títulos | Años campeón           |
| ------------- | ------- | ---------------------- |
| FC Manu Laeva | 4       | 2012, 2013, 2015, 2017 |
| Nauti FC      | 3       | 2018, 2020, 2021       |
| FC Tofaga     | 2       | 2010, 2019             |
| Tamanuku      | 1       | 2016                   |
| Lakena United | 1       | 2011                   |